# إيملي هارينجتون
إيملي هارينجتون (بالإنجليزية: Emily Harrington)‏ هي متسلقة صخور ‏ أمريكية، ولدت في 17 أغسطس 1986 في بولدر في الولايات المتحدة.

## وصلات خارجية
- إيملي هارينجتون على موقع الاتحاد الدولي لرياضة التسلق (الإنجليزية)